# بوسلانژ
بوسلانژ (به فرانسوی: Bousselange) یک کمون در فرانسه با جمعیت ۵۴ نفر است که در Canton of Seurre واقع شده‌است.